# Ekkasit Chaobut
Ekkasit Chaobut (Thai
), là một cầu thủ bóng đá người Thái Lan hiện tại thi đấu cho Sukhothai ở Giải bóng đá Ngoại hạng Thái Lan.